# Vacha
Vacha är en stad i Wartburgkreis i förbundslandet Thüringen i Tyskland.